# French Affair
French Affair (forsanger Barbara Alcindor) er et tysk-fransk pop-band grundlagt i 2000, hvis hidtil største hit har været sangene "Sexy", "I want your love" og "My Heart Goes Boom".
French Affair debuterede i 2001 med cd'en "Desire" og har udgivet cd'er i mere end 58 lande og solgt mere end 2,5 millioner cd'er.